# 2-й гвардейский истребительный авиационный полк
2-й гвардейский истребительный авиационный Оршанский Краснознамённый, ордена Суворова полк — тактическое формирование ВВС СССР. В годы Великой Отечественной войны находился в составе ВВС РККА СССР. В настоящее время (2023) продолжает существовать, сохранив почётные наименования, ордена и гвардейский статус, базируясь на аэродроме Шагол вблизи Челябинска в составе 14-й армии ВВС и ПВО.

## Наименования полка
- 65-я отдельная авиационная эскадрилья (ранее 1932—1938)[2].
- 23-й истребительный авиационный полк (1.05.1938 — 15.09.1941);
- 526-й истребительный авиационный полк (15.09.1941 — 6.12.1941);
- 2-й гвардейский истребительный авиационный полк (6.12.1941 — 29.10.1943);
- 2-й гвардейский истребительный авиационный Краснознамённый полк (29.10.1943 — 19.07.1944);
- 2-й гвардейский истребительный авиационный Краснознамённый Оршанский полк (19.07.1944 — 19.02.1945);
- 2-й гвардейский истребительный авиационный Оршанский Краснознамённый ордена Суворова полк (19.02.1945 — 29.12.1967);
- 2-й гвардейский авиационный Оршанский Краснознамённый ордена Суворова полк истребителей-бомбардировщиков (29.12.1967 — 1979);
- 2-й гвардейский бомбардировочный авиационный Оршанский Краснознамённый ордена Суворова полк (1979—2010)[3];
- 6980-я гвардейская Оршанская Краснознамённая ордена Суворова авиационная база (2010—2015)[2];
- Войсковая часть 49706.

## История

### Во время Великой Отечественной войны
Сформирован 6 декабря 1941 года путём преобразования 526-го истребительного авиационного полка.
На момент формирования полка на вооружении состояли самолёты МиГ-3 и ЛаГГ-3.
В составе действующей армии с 6 декабря 1941 по 11 августа 1942, с 25 октября 1942 по 28 апреля 1943, с 30 мая 1943 по 21 августа 1943, с 17 октября 1943 по 19 марта 1944, с 20 июня 1944 по 15 сентября 1944 и с 14 ноября 1944 по 11 мая 1945 года.
С момента формирования, базируясь на аэродроме Веретье, продолжает боевые вылеты в районе Малой Вишеры, Боровичей, Новгорода, Крестцов, Мясного Бора, Киришей, в течение весны-лета 1942 года обеспечивает авиационную поддержку и прикрытие войск 52-й армии в ходе Любанской операции. С декабря 1941 по август 1942 года полк совершил 1505 боевых вылетов на штурмовку войск противника, на сопровождение Пе-2, Ил-2, на прикрытие наземных войск и на разведку. Полк отчитался о 48 сбитых самолётах противника, в результате штурмовок о 5 тысячах солдат и офицеров, 318 автомашинах, при своих потерях в 14 человек.
11 августа 1942 года выведен на переформирование под Горький, осенью 1942 года был перевооружён самолётами Ла-5. 22 октября 1942 года, имея в составе 34 Ла-5, перелетел на фронтовой аэродром Белейка (Калининский фронт), где действует до 28 декабря 1942 года, произведя 351 боевой вылет, проведя 4 воздушных боя, сбив 4 самолёта противника. К началу 1943 года переброшен для участия в операции по прорыву блокады Ленинграда, перелетел на аэродром в селе Шум близ Войбокало, действует оттуда до конца февраля 1943 года в районах Липки, Шлиссельбург, Гайтолово, Тортолово, Синявино, Мга. Всего за период прорыва блокады Ленинграда полк произвёл более 300 боевых вылетов, 27 воздушных боёв, сбил 33 вражеских самолёта.
4 марта 1943 года полк перелетел на аэродром Выдропужск для получения новой материальной части, отдыха личного состава, доукомплектования и тренировки молодых лётчиков. К лету на аэродроме Красный Гай Западного фронта. Гвардейцы прикрывали с воздуха советские войска в районе городов Киров и Сухиничи, сопровождали к цели бомбардировщики, вели воздушную разведку и одновременно продолжали тренировку молодых лётчиков.
С 30 мая 1943 года полк, перелетев на аэродром Красный Гай, прикрывает с воздуха войска в районе городов Киров и Сухиничи, ведёт боевую работу в районах Сеща, Козельск, Хотынец. Так, 8 июня 1943 года полк производит разведку, а затем прикрывает налёт крупных сил бомбардировщиков Пе-2 на аэродром Сеща Брянской области. 25 июня 1943 перебазирован ближе к фронту и вошёл в составе 322-й истребительной авиадивизии. С 11 июля 1943 года полк перебазировался на аэродром Козельск и начиная с 12 июля 1943 года полк в основном занят прикрытием наземных войск (11-я гвардейская армия), перешедших в наступление в ходе Орловской операции, а также прикрытием пунктов сосредоточения советских войск. С 12 июля 1943 года по 10 августа 1943 года полк сбил 66 самолётов противника, совершил 657 боевых вылетов, из них на прикрытие наших войск — 446, на сопровождение и прикрытие Ил-2 — 79, на разведку войск противника — 81.
21 августа 1943 года полк выведен на переформирование, базировался на аэродроме Вязовая в Смоленской области. 25 сентября 1943 года полк получил именную эскадрилью «Монгольский арат», построенную на средства, поступившие от правительства Монголии, а начиная с 1944 года эта эскадрилья полностью обеспечивалась монгольским правительством.
17 октября 1943 года полк перелетел на аэродром Слобода в 8 километрах западнее Демидова, в основном был занят обучением в условиях сравнительного затишья. 11 ноября 1943 года полк перебазировался на аэродром Микулино (эскадрилья «Монгольский арат» — на соседний аэродром Переволочье) и приступил к боевой работе на витебско-оршанском направлении: сопровождал и прикрывал действия штурмовиков, вёл разведку войск противника на дорогах, идущих из Витебска, штурмовал колонны противника и скопления его живой силы. Так, с 4 по 15 января 1944 года полк почти исключительно штурмует дороги в радиусе 40-60 километрах от Витебска.
5 февраля 1944 года полк перебазировался на аэродром Нижняя Боярщина, прикрывал безуспешно наступающие под Витебском войска 39-й и 33-й армий. В середине марта 1944 года перебазировался в тыл, для укомплектования, тренировки и учёбы. К 20 июня 1944 года полк, имея в составе 41 Ла-5, перебазировался на аэродром Ново-Мышково. С началом операции «Багратион» полк занят на прикрытии бомбардировщиков Пе-2 124-го, 125-го и 126-го гвардейских полков пикирующих бомбардировщиков, наносящих удары по Орше. 2 июля 1944 года перебазировался на аэродром Боровое, но уже 3 июля 1944 года на аэродром Жадино под Минском. В первой половине июля 1944 года полк в основном занят сопровождением штурмовиков 311-й штурмовой авиационной дивизии. 13 июля 1944 года полк перелетел на полевой аэродром в 6 километрах юго-западнее Вильнюса, действует над Неманом, Восточной Пруссией, Польшей (Волковыск, Белосток, Лида, Инстербург)
В сентябре 1944 года полк перебазировался на аэродром Олешицы в 65 километрах северо-западнее Львова, где в ходе укомплектования и обучения, получил истребители Ла-7. В полку появился именной самолёт «Шилкинский старатель», подаренный майору А. П. Соболеву золотоискателями Сибири.
К январю 1945 года полк перебазировался на полевой аэродром Смердыня, имея в наличии 36 Ла-7 и с середины дня 12 января 1945 года начал вылеты на прикрытие войск 4-й танковой армии, наступавшей с Сандомирского плацдарма. 18 января 1945 года полк перебазировался на аэродром Гошковицы, обогнав в наступлении пехотные части (аэродром был захвачен танковыми соединениями) где полку пришлось организовывать и вести круговую оборону, отражая атаки наземных войск противника. В двадцатых числах января 1945 года полк перебазировался на территорию Германии, на аэродром, расположенный на окраине города Трахенберг и в феврале 1945 года принимает участие в Нижне-Силезской операции, прикрывает наступавшие части, срывает намерения вражеской авиации, ведёт воздушную разведку, наносит бомбоштурмовые удары по оборонявшимся и отступавшим войскам противника, по их штабам и коммуникациям. В середине февраля 1945 года перебазировался на аэродром Любен, а в конце февраля 1945 года на аэродром Зорау, вылетает на штурмовку войск противника, окружённого в крепости Глогау, в марте и первой половине апреля 1945 года полк прикрывал войска в районах городов Губен и Форст, совершает вылеты на свободную охоту.
14 апреля 1945 года полк перебазировался на аэродром Бенау и с 16 апреля 1945 года, с началом Берлинской операции прикрывает войска 3-й гвардейской общевойсковой и 3-й гвардейской танковой армий. С
21 апреля 1945 года полк базировался на аэродроме Иоксдорф, а позднее — на аэродроме Шлабендорф, находившемся в 50 километрах от Берлина. Последний вылет над Берлином полк совершил 2 мая 1945 года.
4 — 5 мая 1945 года полк прикрывает перегруппировку советских войск из-под Берлина в район Дрездена, для участия в Пражской операции. В ходе наступления 6 мая 1945 года полк перебазировался на аэродром Гроссенхайн, и с него прикрывает советские войска над Прагой, Кладно, Мельником.
Всего за время войны полк совершил 8474 боевых вылета, провёл 399 воздушных боёв, 1368 штурмовок, 1004 полёта на сопровождение штурмовиков и бомбардировщиков, 649 разведок, уничтожив при этом в воздухе и на земле 327 вражеских самолётов.

### После войны
На момент окончания Великой Отечественной войны полк базировался на аэродроме Гроссенхайн (Германия), 1 июня 1945 г. перебазировался на аэродром Кбелы (Чехословакия), а 22 августа 1945 г. — на аэродром Самбатель (Венгрия). 11 декабря 1945 г. в связи с введением нового штата и реорганизацией полк получил в свой состав одну эскадрилью из 482-го иап; во его штате стало 4 эскадрильи — три боевых и одна резервная. 15 декабря 1945 г. в связи с расформированием 322-й истребительной авиадивизии полк вошёл в состав 8-й гвардейской Киевской Краснознамённой ордена Богдана Хмельницкого истребительной авиадивизии и перебазировался на аэродром Дьер (Венгрия), 21 мая 1946 г. на Секешфехервар, а в мае 1947 г. — на Кеньери. С июля по ноябрь 1947 г. полк перешёл с Ла-7 на Ла-9, полученные с завода № 21 в Горьком.

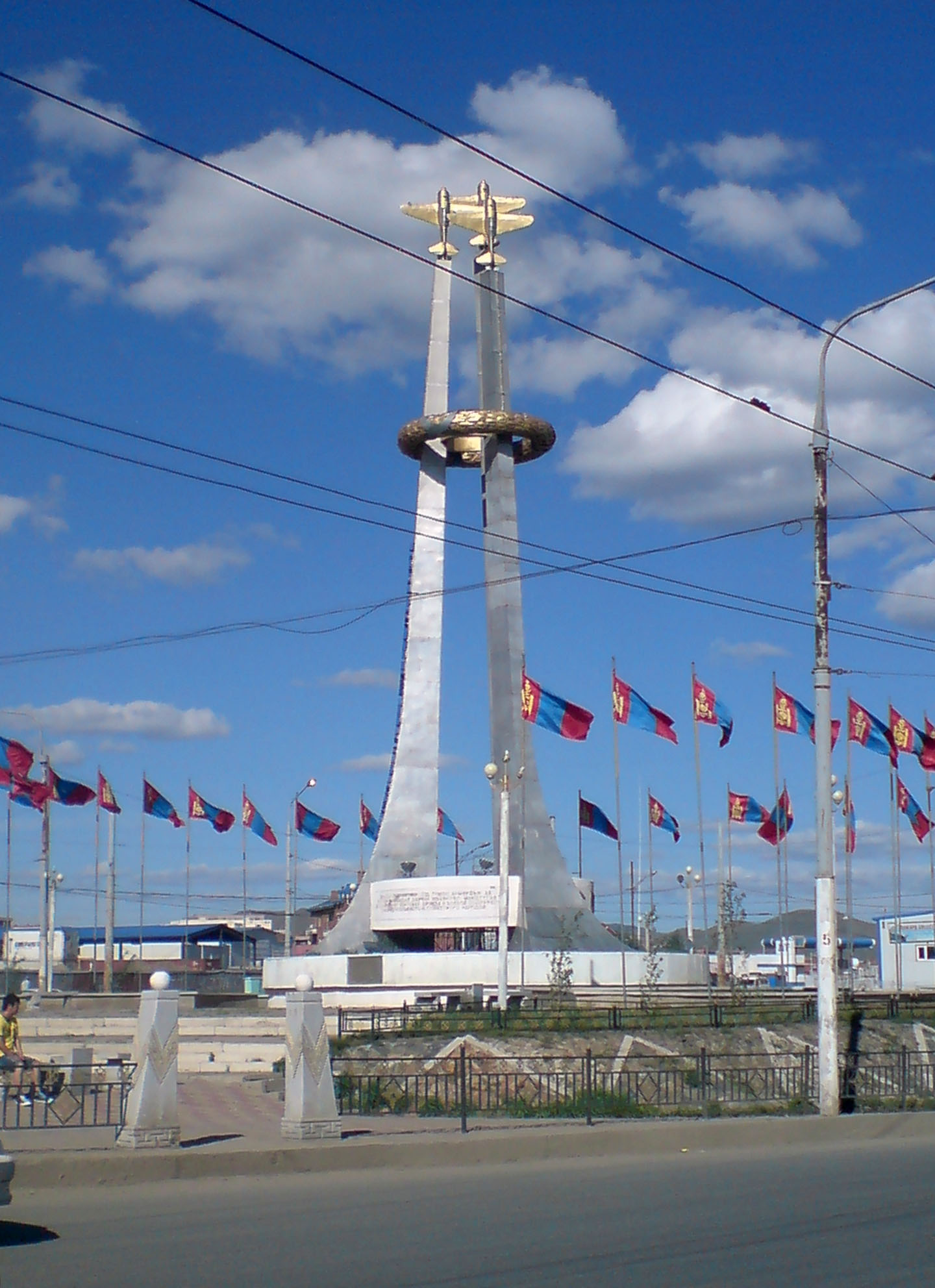
Памятник эскадрилье «Монгольский арат» в Улан-Баторе.

С 25 ноября 1947 г. по 10 января 1948 г. полк железнодорожным транспортом перебазировался из Венгрии в Советский Союз на аэродром Пирсагат в Азербайджане. Полк в составе 8-й гвардейской истребительной авиационной дивизией вошел в состав 5-го истребительного авиакорпуса 7-й воздушной армии Закавказского военного округа. В 1949 году полк был передан из ВВС в ПВО — в составе 174-й гвардейской истребительной авиадивизии 62-го истребительного авиакорпуса 42-й воздушной истребительной армии ПВО Бакинского района ПВО.
В 1950 году полк перешёл на реактивную технику, заменив Ла-9 на МиГ-15 (по штату — 30 машин). 22 января 1952 г. полк перебазировался на аэродром Кызыл-Агач, Азербайджан, недалеко от иранской границы, и начал переучиваться на МиГ-17. В 1954 году 1-ю эскадрилью полка перевооружили перехватчиками МиГ-17П. В 1955 г. две эскадрильи (1-ю и 2-ю), вооруженные перехватчиками МиГ-17П/ПФ, были переданы 627-му гвардейскому истребительному авиационному полку (аэродром Сальяны).
29 декабря 1967 г. 2-й гвардейский истребительный авиационный полк был переименован во 2-й гвардейский авиационный полк истребителей-бомбардировщиков и передан из Войск ПВО в ВВС в состав 34-й воздушной армии Краснознамённого Закавказского военного округа. На вооружении оставались МиГ-17. Эскадрилья «Монгольский Арат» 3 июля 1968 года была выведена из состава 2-го гвардейского Оршанского авиаполка и под командованием капитана В. Черепанова была передана на аэродром Овруч Житомирской области в состав 266-го истребительно-бомбардировочного авиационного полка.
В августе 1969 г. 2-й гвардейский апиб был передан в состав 23-й воздушной армии Забайкальского военного округа и передислоцирован в посёлок Джида (Бурятия).
В 1974 г. полк перешёл на МиГ-21, а в 1979 преобразован в бомбардировочный и получил на вооружение фронтовые бомбардировщики Су-24. 19 февраля 1980 г. 2-й гвардейский бомбардировочный авиаполк передан в 30-ю воздушную армию Верховного Главного Командования — в Дальнюю Авиацию. В середине 1980-х годов полк перешёл на Су-24М. В 1986 году полк был передан ВВС Забайкальского военного округа (с 1988 переформированы в 23-ю воздушную армию) в составе 21-й смешанной авиадивизии.
В 1994—1995 гг. полк принимал участие в контртеррористической операции на Северном Кавказе. Действовавшая на Северном Кавказе эскадрилья полка выполнила 76 боевых вылетов.
В 1998 году штат полка изменён с трёхэскадрильного на двухэскадрильный. 21-я смешанная авиадивизия вместе с полком передана в состав 50-го гвардейского отдельного корпуса ВВС и ПВО, однако уже в конце 1998 года переведена в 14-ю армию ВВС и ПВО.
Весной 1998 года полк привлекался для разрушения бомбовыми ударами ледяных заторов на реке Лена во избежание катастрофического половодья (выполнено 22 бомбометания).
В июле 2002 г. полк вернулся к трехэскадрильному составу, но в 2005 г. вновь перешёл на двухэскадрильный.
В июле 2006 года из-за наводнения реки Селенги и прорыва дамбы оказался более чем наполовину затоплен аэродром полка, исправные самолёты были срочно подняты в воздух и переброшены на аэродром Степь.
Осенью 2010 г. полк перебазировался из Джиды в Челябинск, на аэродром Шагол, и переформирован в 6980-ю гвардейскую Оршанскую Краснознамённую, ордена Суворова авиабазу, сохранив почётные наименования, ордена и гвардейский статус. На вооружении стояли фронтовые бомбардировщики Су-24М и тактические разведчики Су-24МР.

## Подчинение
| Дата       | Фронт (округ)                                              | Армия                                   | Корпус                                 | Дивизия                                              | Прим. |
| ---------- | ---------------------------------------------------------- | --------------------------------------- | -------------------------------------- | ---------------------------------------------------- | ----- |
| 01.01.1942 | Волховский фронт                                           | 52-я армия                              | -                                      | -                                                    | -     |
| 01.02.1942 | Волховский фронт                                           | 52-я армия                              | -                                      | -                                                    | -     |
| 01.03.1942 | Волховский фронт                                           | 52-я армия                              | -                                      | -                                                    | -     |
| 01.04.1942 | Волховский фронт                                           | 52-я армия                              | -                                      | -                                                    | -     |
| 01.05.1942 | Ленинградский фронт (Группа войск Волховского направления) | 52-я армия                              | -                                      | -                                                    | -     |
| 01.06.1942 | Ленинградский фронт (Волховская группа войск)              | 52-я армия                              | -                                      | -                                                    | -     |
| 01.07.1942 | Волховский фронт                                           | 52-я армия                              | -                                      | -                                                    | -     |
| 01.08.1942 | Волховский фронт                                           | -                                       | -                                      | -                                                    | -     |
| 01.09.1942 | Резерв Ставки ВГК                                          | 2-я истребительная авиационная армия    | -                                      | 215-я истребительная авиационная дивизия             | -     |
| 01.10.1942 | Резерв Ставки ВГК                                          | -                                       | 1-й истребительный авиационный корпус  | 215-я истребительная авиационная дивизия             | -     |
| 01.11.1942 | Ставка ВГК                                                 |                                         | 2-й истребительный авиационный корпус  | 215-я истребительная авиационная дивизия             | -     |
| 01.12.1942 | Калининский фронт                                          | 3-я воздушная армия                     | 2-й истребительный авиационный корпус  | 215-я истребительная авиационная дивизия             | -     |
| 01.01.1943 | Волховский фронт                                           | 14-я воздушная армия                    | 2-й истребительный авиационный корпус  | 215-я истребительная авиационная дивизия             | -     |
| 01.02.1943 | Волховский фронт                                           | 14-я воздушная армия                    | 2-й истребительный авиационный корпус  | 215-я истребительная авиационная дивизия             | -     |
| 01.03.1943 | Калининский фронт                                          | 3-я воздушная армия                     | 2-й истребительный авиационный корпус  | 215-я истребительная авиационная дивизия             | -     |
| 01.04.1943 | Калининский фронт                                          | 3-я воздушная армия                     | 2-й истребительный авиационный корпус  | 215-я истребительная авиационная дивизия             | -     |
| 01.05.1943 | Резерв Ставки ВГК                                          | -                                       | 2-й истребительный авиационный корпус  | 215-я истребительная авиационная дивизия             | -     |
| 01.06.1943 | Западный фронт                                             | 1-я воздушная армия                     | 2-й истребительный авиационный корпус  | 215-я истребительная авиационная дивизия             | -     |
| 01.07.1943 | Резерв Ставки ВГК                                          | -                                       | -                                      | 322-я истребительная авиационная дивизия             | -     |
| 01.08.1943 | Западный фронт                                             | 1-я воздушная армия                     | 2-й истребительный авиационный корпус  | 322-я истребительная авиационная дивизия             | -     |
| 01.09.1943 | Брянский фронт                                             | 15-я воздушная армия                    | 2-й истребительный авиационный корпус  | 322-я истребительная авиационная дивизия             | -     |
| 01.10.1943 | Брянский фронт                                             | 15-я воздушная армия                    | 2-й истребительный авиационный корпус  | 322-я истребительная авиационная дивизия             | -     |
| 01.11.1943 | 1-й Прибалтийский фронт                                    | 3-я воздушная армия                     | 2-й истребительный авиационный корпус  | 322-я истребительная авиационная дивизия             | -     |
| 01.12.1943 | 1-й Прибалтийский фронт                                    | 3-я воздушная армия                     | 2-й истребительный авиационный корпус  | 322-я истребительная авиационная дивизия             | -     |
| 01.01.1944 | 1-й Прибалтийский фронт                                    | 3-я воздушная армия                     | 2-й истребительный авиационный корпус  | 322-я истребительная авиационная дивизия             | --    |
| 01.02.1944 | 1-й Прибалтийский фронт                                    | 3-я воздушная армия                     | 2-й истребительный авиационный корпус  | 322-я истребительная авиационная дивизия             | -     |
| 01.03.1944 | 1-й Прибалтийский фронт                                    | 3-я воздушная армия                     | 2-й истребительный авиационный корпус  | 322-я истребительная авиационная дивизия             | -     |
| 01.04.1944 | Резерв Ставки ВГК                                          | -                                       | 2-й истребительный авиационный корпус  | 322-я истребительная авиационная дивизия             | -     |
| 01.05.1944 | Резерв Ставки ВГК                                          | -                                       | 2-й истребительный авиационный корпус  | 322-я истребительная авиационная дивизия             | -     |
| 01.06.1944 | Резерв Ставки ВГК                                          | 8-я воздушная армия                     | 2-й истребительный авиационный корпус  | 322-я истребительная авиационная дивизия             | -     |
| 01.07.1944 | 3-й Белорусский фронт                                      | 1-я воздушная армия                     | 2-й истребительный авиационный корпус  | 322-я истребительная авиационная дивизия             | -     |
| 01.08.1944 | 3-й Белорусский фронт                                      | 1-я воздушная армия                     | 2-й истребительный авиационный корпус  | 322-я истребительная авиационная дивизия             | -     |
| 01.09.1944 | 3-й Белорусский фронт                                      | 1-я воздушная армия                     | 2-й истребительный авиационный корпус  | 322-я истребительная авиационная дивизия             | -     |
| 01.10.1944 | Резерв Ставки ВГК                                          | 6-я воздушная армия                     | 2-й истребительный авиационный корпус  | 322-я истребительная авиационная дивизия             | -     |
| 01.11.1944 | Резерв Ставки ВГК                                          | -                                       | 2-й истребительный авиационный корпус  | 322-я истребительная авиационная дивизия             | -     |
| 01.12.1944 | 1-й Украинский фронт                                       | 2-я воздушная армия                     | 2-й истребительный авиационный корпус  | 322-я истребительная авиационная дивизия             | -     |
| 01.01.1945 | 1-й Украинский фронт                                       | 2-я воздушная армия                     | 2-й истребительный авиационный корпус  | 322-я истребительная авиационная дивизия             | -     |
| 01.02.1945 | 1-й Украинский фронт                                       | 2-я воздушная армия                     | 2-й истребительный авиационный корпус  | 322-я истребительная авиационная дивизия             | -     |
| 01.03.1945 | 1-й Украинский фронт                                       | 2-я воздушная армия                     | 2-й истребительный авиационный корпус  | 322-я истребительная авиационная дивизия             | -     |
| 01.04.1945 | 1-й Украинский фронт                                       | 2-я воздушная армия                     | 2-й истребительный авиационный корпус  | 322-я истребительная авиационная дивизия             | -     |
| 01.05.1945 | 1-й Украинский фронт                                       | 2-я воздушная армия                     | 2-й истребительный авиационный корпус  | 322-я истребительная авиационная дивизия             | -     |
| 10.06.1945 | Центральная группа войск                                   | 2-я воздушная армия                     | 2-й истребительный авиационный корпус  | 322-я истребительная авиационная дивизия             | -     |
| 15.12.1945 | Центральная группа войск                                   | 2-я воздушная армия                     | 2-й истребительный авиационный корпус  | 8-я гвардейская истребительная авиационная дивизия   | -     |
| 25.11.1947 | Закавказский военный округ                                 | 7-я воздушная армия                     | 5-й истребительный авиационный корпус  | 8-я гвардейская истребительная авиационная дивизия   | -     |
| 10.02.1949 | Бакинский район ПВО                                        | 42-я воздушная истребительная армия ПВО | 62-й истребительный авиационный корпус | 174-я гвардейская истребительная авиационная дивизия | -     |

## Командиры

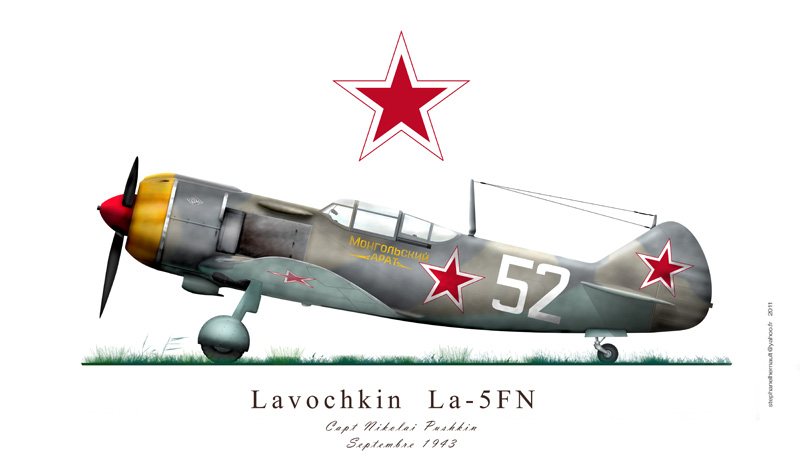
Ла-5 из эскадрильи «Монгольский арат» на борту

- Метёлкин, Пётр Максимович, подполковник (06.12.1941 — 30.05.1942), погиб
- Власов, Виктор Васильевич, старший политрук (30.05.1942 — 08.1942)
- Кондрат, Емельян Филаретович, полковник (08.1942 — 28.03.1943)
- Зверев, Евгений Александрович, майор (28.03.1943 — 1943)
- Соболев, Афанасий Петрович, капитан, майор, подполковник (08.06.1943 — 01.1945)
- Бабков, Василий Петрович, майор (01.1945 — 01.05.1945)
- Власенко, Георгий Григорьевич, майор (10.1945 — 04.1951)
- К. И. Ларионов, гвардии полковник (1951—1952)[8]
- А. И. Безверхий, гвардии подполковник (1952—1955)[8]
- М. И. Дыдыгин, гвардии подполковник (1955—1957)[8]
- В. М. Волошин, гвардии подполковник (1957—1959)[8]
- Н. В. Иванов, гвардии подполковник (1959—1967)[8]
- А. Я. Лукичев, гвардии подполковник (1967—1968)[8]
- В. А. Алферов, гвардии подполковник (1968—1970)[8]
- В. И. Кудряшов, гвардии подполковник (1970—1973)[8]
- В. А. Романов, гвардии подполковник (1973—1976)[8]
- Г. И. Козенко, гвардии подполковник (1976—1981)[8]
- В. М. Винниченко, гвардии подполковник (1981—1984)[8]
- В. А. Холманский, гвардии подполковник (1984—1986)[8]
- Б. Л. Рубцов, гвардии подполковник (1986—1990)[8]
- В. Н. Радченко, гвардии подполковник (1990—1992)[8]
- В. И. Чигорко, гвардии полковник (1992—1994)[8]
- Г. Б. Давидян, гвардии полковник (1994—1997)[8]
- С. В. Варфоломеев, гвардии полковник (1997—2001)[8]
- С. В. Дронов, гвардии полковник (2001—2004)[8]
- Д. В. Лаптев, гвардии полковник (2004—2006)[8]
- О. В. Пчела, гвардии подполковник (2006—2009)[8]
- Н. В. Гостев, гвардии полковник[9]

## Награды и наименования
| Награда (наименование)          | Дата       | За что получена |
| ------------------------------- | ---------- | --- |
| Орден Красного Знамени          | 23.10.1943 | За образцовое выполнение боевых заданий командования на фронте борьбы с немецкими захватчиками и проявленные при этом доблесть и мужество                                                                                             |
| Почётное наименование Оршанский | 19.07.1944 | Отличие в боях за овладение городом и оперативно важным железнодорожным узлом Орша. |
| Орден Суворова III степени      | 19.02.1945 | За образцовое выполнение боевых заданий командования в боях с немецкими захватчиками при выходе на реку Одер и овладение городами Милич, Бернштадт, Намслау, Карльсмаркт, Тост, Бишофсталь и проявленные при этом доблесть и мужество |

## Участие в сражениях и битвах
- Великолукская наступательная операция — с 24 ноября 1942 года по 20 января 1943 года.
- Прорыв блокады Ленинграда — с 12 января 1943 года по 30 января 1943 года.
- Смоленская стратегическая наступательная операция (Операция «Суворов»)[10] — с 7 августа 1943 года по 2 октября 1943 года
  - Спас-Деменская операция[10] — с 7 августа 1943 года по 20 августа 1943 года
  - Смоленско-Рославльская наступательная операция — с 15 сентября 1943 года по 2 октября 1943 года.
- Курская битва:
  - Орловская стратегическая наступательная операция[10] — с 12 июля 1943 года по 18 августа 1943 года.
  - Белгородско-Харьковская операция[10] — с 3 августа 1943 года по 23 августа 1943 года.
- Брянская операция[10] — с 1 сентября 1943 года по 3 октября 1943 года
- Невельская наступательная операция[10] — с 6 октября 1943 года по 31 декабря 1943 года
- Городокская операция[10] — с 6 октября 1943 года по 31 декабря 1943 года
- Витебско-Оршанская операция — с 23 июня 1944 года по 28 июня 1944 года.
- Белорусская операция — с 23 июня 1944 года по 29 августа 1944 года.
- Сандомирско-Силезская операция[10] — с 12 января 1945 года по 23 февраля 1945 года.
- Берлинская наступательная операция[10] — с 16 апреля 1945 года по 8 мая 1945 года.
- Пражская операция — с 6 мая 1945 года по 11 мая 1945 года.

## Отличившиеся воины полка
| Награда                    | Ф. И. О.                     | Должность                        | Звание                      | Дата награждения | Данные о вылетах | Примечания |
| -------------------------- | ---------------------------- | -------------------------------- | --------------------------- | ---------------- | --- | ---------- |
|                            | Косолапов, Филипп Макарович  | командир эскадрильи              | гвардии старший лейтенант   | 02.09.1943       | к моменту представления 107 боевых вылета, 25 воздушных боёв, 8 сбитых лично и в составе группы 6 самолётов противника                          |            |
|                            | Кондрат, Емельян Филаретович | командир полка                   | гвардии полковник           | 01.05.1943       | |            |
|                            | Майоров, Александр Иванович  | заместитель командира эскадрильи | гвардии младший лейтенант   | 02.09.1943       | к моменту представления 220 боевых вылета, 44 воздушных боёв, 7 сбитых лично и в составе группы 8 самолётов противника                          |            |
|                            | Непряхин, Павел Маркович     | заместитель командира эскадрильи | гвардии старший лейтенант   | 27.06.1945       | к моменту представления 149 боевых вылета, 28 воздушных боёв, 17 сбитых лично самолётов противника                                              |            |
|                            | Пушкин, Николай Петрович     | командир эскадрильи              | гвардии старший лейтенант   | 02.09.1943       | к моменту представления 380 боевых вылета, 52 воздушных боёв, 7 сбитых лично и в составе группы 8 самолётов противника                          |            |
|                            | Рябцев, Михаил Евсеевич      | командир звена                   | гвардии старший лейтенант   | 27.06.1945       | к моменту представления 147 боевых вылетов, 15 сбитых лично самолётов противника                                                                |            |
|                            | Соболев, Афанасий Петрович   | командир полка                   | гвардии капитан             | 24.08.1943       | к моменту представления 322 боевых вылета, 46 воздушных боёв, 11 сбитых лично и в составе группы 7 самолётов противника                         |            |
| Герой Российской Федерации | Антонов, Александр Сергеевич | заместитель командир полка       | гвардии подполковник запаса |                  | звание присвоено посмертно, погиб 02.12.2022 г при выполнении боевой задачи в районе Клещеевки Бахмутского района ДНР, повторив подвиг Гастелло |            |